# Emerich Jenei
Emerich Jenei o Imre Jenei (també conegut com a Emeric Jenei o Ienei; 22 de març de 1937) fou un futbolista romanès de família hongaresa de la dècada de 1960 i entrenador de futbol.
Fou jugador de Flamura Roşie Arad, Steaua Bucureşti, Kayserispor i de la selecció nacional de Romania. Participà en els Jocs Olímpics d'Estiu de 1964.
Fou un dels entrenadors romanesos més destacats. Amb l'Steaua de Bucarest es proclamà campió d'Europa el 1986. A més fou seleccionador de Romania i Hongria.

## Palmarès

### Jugador
Steaua Bucarest
- Lliga romanesa de futbol (3): 1959-60, 1960-61, 1967-68
- Copa romanesa de futbol (4): 1961-62, 1965-66, 1966-67, 1968-69

### Entrenador
Steaua Bucarest
- Lliga romanesa de futbol (5): 1975-76, 1977-78, 1984-85, 1985-86, 1993-94
- Copa romanesa de futbol (3): 1975-76, 1984-85, 1998-99
- Copa d'Europa de futbol (1): 1985-86